# Лари Браун
Лари Браун (Бруклин, 14. септембар 1940) бивши је амерички кошаркаш и кошаркашки тренер.
Браун је једини човек који је био олимпијски, НБА и НЦАА шампион. Као играч је са репрезентацијом САД освојио златну медаљу на Олимпијским играма 1964. у Токију док је као тренер био НЦАА шампион 1988. са Канзас џејхоксима и НБА шампион 2004. са Детроит пистонсима.
Као селектор кошаркашке репрезентације САД је освојио бронзану медаљу на Олимпијским играма 2004. у Атини. Поред тога је освојио и две златне медаље на Америчким првенствима (1999, 2003). Био је и у стручном штабу Рудија Томјановича када је освојена златна медаља на Олимпијским играма 2000. у Сиднеју.

## Тренерска каријера
Тренерску каријеру је почео 1965. године када је постао асистент Дину Смиту на Универзитету Северна Каролина. Први самостални посао добио је 1972. у екипи Каролина кугарса, која се такмичила у АБА лиги. Сезону пре његовог доласка Каролина је остварила свега 35 победа, а у дебитанској са њиме на клупи чак 57.

### Денвер нагетси
Браунов први додир са НБА је био у Денвер нагетсима средином седамдесетих. Била је то талентована екипа предвођена Дејвидом Томпсоном, који је био идол Мајкла Џордана. Ипак, тим из Колорада није успевао да оствари значајније резултате. Углавном су тих година испадали у првом или другом колу доигравања. Један од играча који тада није прошао пробу у Нагетсима био је и Грег Попович. Он и Лери су се касније спријатељили, сарађивали и постали кумови.

### УЦЛА
Преузео је Калифорнијски универзитет у Лос Анђелесу (енгл. UCLA) 1979. године. Чувени кошаркашки програм је у то време запао у малу кризу. Често су мењали тренере након одласка у пензију легендарног Џона Вудена. Лери их је одмах 1980. одвео до финала НЦАА, где су поражени од Лујвила. Тај турнир је окончан на контроверзан начин. Утврђено је да су за УЦЛА наступали играчи који нису имали право да играју. 

### Њу Џерзи нетси
Браун се потом на кратко вратио у НБА, где је предводио Њу Џерзи нетсе. Поново је слабашну екипу довео до плеј-офа, али их је већ следеће сезоне напустио иако је бележио добре резултате.

### Канзас
Браун је први велики успех у каријери остварио са Универзитетом Канзас. За пет година на клупи Џејхокса остварио је чак 135 победа, а 1988. је освојио завршни НЦАА турнир. У утакмици за титулу савладана је Оклахома. Нажалост и растанак Брауна са Канзасом праћен је скандалом. Универзитет је кажњен јер су прекшили правила колеџ кошарке. Извесни Винсент Аскју је наводно примио новац како би прешао на Канзас, а то је по прописима најстроже забрањено. Наследио га је имењак Бирд. Оно што је важно истаћи је да су асистенти Брауна у то време били, поред Поповича, имена попут Џона Калипарија и Билија Селфа.

### Сан Антонио спарси
Браун је 1988. постао тренер Сан Антонио спарса и поново је поставио за главног помоћника Грега Поповича. Следеће године у Тексас је стигао Дејвид Робинсон, па су Спарси постали једна од најјачих екипа на Западу. Успеха у плеј-офу нису имали, а због лошијег уласка у сезону 1991/92. читав стручни штаб је добио отказ, укључјући Поповича.

### Лос Анђелес клиперси
Браун је у фебруару 1992. преузео Лос Анђелес клиперсе, па је тако је постао једини тренер у историји НБА лиге који је у истој сезони водио два тима. Пре његовог доласка Клиперси су 15 година били без доигравања. То се одмах променило. Иако је наследио тим са негативним скором, Лери је успео да их одведе у плеј-оф. И наредне године је поновио успех, а онда је напустио екипу и прешао у Индијана пејсерсе. Тамо се задржао четири сезоне, а у прве две је играо финале Истока. Посебно се из тог времена памте чувени дуели са Њујорком из 1994. и 1995. Због лоших резултата у сезони 1996/97. добио је отказ. Наследио га је имењак Бирд.

### Филаделфија 76ерси
Уследила је 1997. година у којој је добио посао у Филаделфији. Севентисиксерси су тих година пролазили кроз тежак период. Ипак, у саставу су имали једног од најталентованијих играча у лиги, Алена Ајверсона. Занимљиво је да је Филаделфија на НБА драфту 1997. бирала друга, а да је право на првог пика имао Сан Антонио. Грег Попович је имао више среће од кума. Добио је будућег члана Куће славних Тима Данкана, а Браун је морао да се задовољи са Китом Ван Хорном.
Филаделфија је тим у коме се Лери најдуже задржао у каријери (шест година) и где је 2001. добио награду за најбољег тренера у НБА лиги. Исте сезоне по први пут је играо НБА финале. Ајверсон и екипа су повели са 1-0 у победама против Лос Анђелес Лејкерса, али су наредне четири утакмице изгубили. Однос Лерија и Алена није био добар. Браун је одувек важио за строгог тренера, а Ајверсон је врло често пропуштао тренинге, посебно оне који су заказивани у преподневним сатима.

### Детроит пистонси
Дана 2. јуна 2003. године је постављен за тренера Детроит пистонса. Са овим клубом је остварио и најзначајнији успех у тренерској каријери када је 2004. освојио НБА титулу. У одлучујућој серији побеђени су Лејкерси изузетно лако и убедљиво са 4-1. Екипа из Мичигена је на само једном мечу (од 23 укупно) у том плеј-офу примила више од 100 поена. Фантастична одбрана била је заштитни знак овог састава. И следеће године Пистонси су играли финале. Ипак, изгубили су са 4-3 од Спарса. Попович је поново надиграо Брауна, а за МВП-а је изабран Тим Данкан.

### Репрезентација САД
Браун је 2004. године био селектор репрезентације Сједињених Америчких Држава на Олимпијским играма у Атини. Тако је у кошарци постао једини Американац који је освојио медаљу на најзначајнијем спортском такмичењу и као играч (1964. освојио злато у Токију) и као тренер. Бронза у Грчкој окарактерисана је као велики неуспех. Доживели су тада једно од највећих понижења у историји америчке кошарке. Порторико, предвођен четрдесетедногодишњим Хосе Ортизом, их је савладао са 19 поена разлике. Најзвучнија имена из тог састава су разочарала на том турниру. Ален Ајверсон и посебно Тим Данкан нису блистали. Млађе снаге нису добијале праву шансу. Леброн Џејмс, Кармело Ентони и Двејн Вејд су углавном коришћени да играју пресинг по читавом терену.

### Њујорк никси
Браун је 28. јула 2005. постављен за тренера Њујорк никса. Потписао је петогодишњи уговор, вредан између 50 и 60 милиона долара. Никси су сезону 2005/06. завршили са скором 23-59 што је најгори резултат у историји клуба, па је Браун 23. јуна 2006. добио отказ.
Недуго након добијања отказа, Браун је поднео тужбу против Никса. Он је тражио преосталих 40 милиона долара за четири године уговора, колико је још требало да одради. С друге стране, Никси су тврили да немају намеру да плате Брауну преостали износ из уговора јер га се није придржавао (давао изјаве о свом статусу иако, наводно, по одредбама уговора на то није имао право).

### Шарлот бобкетси
Дана 29. априла 2008. године, Браун је постављен за тренера Шарлот бобкетса. У питању је била најмлађа НБА франшиза која је основана само четири године раније. Браун је у сезони 2009/10. водио Шарлот до првог позитивног скора у својој историји (44-38). Клуб је по први пут учествовао у плеј-офу где је елиминисан у првој рунди од Орландо меџика са 4:0 у серији. Шарлот је на првих 28 утакмица сезоне 2010/11. забележио тек девет победа, па је Браун добио отказ 22. децембра 2010. године.

### СМУ
Од 2012. до 2016. године Лери је тренирао СМУ, који је 2015. по први пут од 1993. одвео на НЦАА турнир.

### Ауксилијум Торино
У јулу 2018. године Браун је постављен за тренера италијанског прволигаша Торина. То му је био први ангажман ван САД. Браун је крајем новембра напустио Италију, али због здравствених проблема. Кратко је  боравио у Америци, али се убрзо вратио у клуб. Водио је Торино до 27. децембра 2018. када му је уручен отказ. Американац је у 12 кола Серије А забележио само четири победе, док је у Еврокупу на 10 утакмица имао исто толико пораза.

## Успеси

### Играчки
- Златна медаља на Олимпијским играма 1964. у Токију
- Шампион америчке АБА лиге 1969. са Оукланд оуксима
- Три пута учесник Ол-стар утакмице америчке АБА лиге (1968, 1969, 1970)
- Најкориснији играч Ол-стар утакмице америчке АБА лиге (1968)

### Тренерски
- НБА шампион са Детроит пистонсима у сезони 2003/04.
- Тренер године у НБА за сезону 2000/01.
- Бронзана медаља на Олимпијским играма 2004. у Атини
- Два пута златна медаља на Америчком првенству у кошарци (1999, 2003)
- Као помоћни тренер освојио златну медаљу на Олимпијским играма 2000. у Сиднеју
- Два пута био тренер на НБА Ол-стар мечу (1977, 2001)
- Шампион НЦАА са Универзитетом Канзас 1988. године
- Најбољи колеџ тренер 1988. године
- Три пута тренер сезоне у америчкој АБА лиги (1973, 1975, 1976)